# Washoe
Washoe (nazwa własna wa·šiw, ang. Washo) – plemię Indian Ameryki Północnej, prowadzący koczowniczy tryb na terenach Nevady i wschodniej Kalifornii, posługujące się własnym językiem.
Historia narodu sięga kilku tysięcy lat, kiedy zamieszkiwali rejon Wielkiej Kotliny. Najstarsze ich ślady znaleziono w rejonie jeziora Tahoe, z pogranicza Nevady i Kalifornii.